# Battaglia di Tornow
La battaglia di Tornow fu una battaglia combattuta tra Svezia e Prussia il 26 settembre 1758 durante la guerra dei sette anni, nei pressi dell'attuale città di Fürstenberg/Havel (all'epoca chiamata Tornow).
I prussiani inviarono sul sito 6000 uomini guidati dal generale Carl Heinrich von Wedel, col fine di intercettare l'avanzata degli svedesi verso Berlino. Wedel attaccò in maniera aggressiva ed ordinò alla sua cavalleria di distruggere gli svedesi che contavano su appena 600 uomini a Tornow. Gli svedesi combatterono coraggiosamente sei assalti del nemico, ma la maggior parte della cavalleria svedese andò perduta e la fanteria venne costretta a ritirarsi di fronte alle preponderanti forze nemiche.
Lo scontro prussiano-svedese continuò poi nella battaglia di Fehrbellin del 28 settembre 1758.